# Pirang
Pirang (Namensvarianten: Pirang Berending, Pirang Kabong) ist eine Ortschaft im westafrikanischen Staat Gambia.
Nach einer Berechnung für das Jahr 2013 leben dort etwa 2754 Einwohner, das Ergebnis der letzten veröffentlichten Volkszählung von 1993 betrug 1703.

## Geographie
Pirang liegt in der West Coast Region, Distrikt Kombo East, rund zwölf Kilometer östlich von Brikama und 57 Kilometer westlich von Bwiam entfernt. Der Ort liegt an der South Bank Road zwischen Madina Ba und Faraba Banta.

## Kultur
In Pirang sind mehrere Kultstätten bekannt:
- Mansa Jembereng: heiliger und religiöser Brunnen
- Sunju Baba: heiliger Baum
- Grabstelle des Mamadi Touray: religiöses Grab
- Mamkamang Sita: heiliger und religiöser Baum

## Söhne und Töchter des Ortes
- Lamin Kitty Jabang (* 1942), Politiker
- Lamin M. M. Bojang (* um 1959), Politiker
- Alhassana Bojang († 2016), Politiker